# Publicații online
Una dintre cele mai importante evoluții în jurnalismul sportiv din ultimii ani este creșterea publicării online, sau a site-urilor pe internet. Site-urile au furnizat sute de noi oportunități pentru jurnaliștii sportivi, au creat multe noi locuri de muncă și oferă posibilitatea de a satisface setea tot mai mare de informații din sport. Fiind ușor de realizat și nu foarte costisitoare, site-urile s-au dezvoltat rapid.

## Tipuri de site-uri

### Site-uri media
Cele mai bune site-uri sunt, de obicei, cele realizate de instituții de comunicare deja existente, cum ar fi ziare sau companii de radio și televiziune. Aici putem aminti BBC și The Guardian în Marea Britanie, The New York Times și Washington Post în Statele Unite, The Melbourne și The Australian în Australia, The Times of India și multe altele. Aceste site-uri asigură nu doar o posibilitate alternativă de acces la materialele produse pentru instituția care le deține (ziar, radio, televiziune), ci și materialele adiționale, produse special pentru site-uri.

### Site-uri sportive oficiale
Cele mai mari organizații sportive au, în general, și site-uri foarte bine realizate. Ele recunosc importanța comercială și de imagine a internetului și sunt dispuse să investească banii necesari pentru a realiza site-uri profesionale, folositoare și care să atragă fanii. Astfel de site-uri oferă de obicei știri, reportaje, comunicate de presă, informații statistice și istorice, dar nu numai în scop jurnalistic. Principala lor funcție este de a vinde sau a promova anumite produse.

### Site-uri neoficiale
Pentru fiecare site oficial al unui club pot exista multe alte site-uri create de fani. Acestea sunt, de obicei, de o calitate mai slabă și pot conține bârfe din care se poate vedea ce cred fanii despre anumite subiecte controversate din cadrul organizațiilor sportive.

## Jurnalismul online
Cel mai mare avantaj al jurnalismului online față de celelalte forme constă, probabil, în faptul că elimină termenele-limită. Un site poate fi actualizat oricând, iar tehnologia permite ca subiectele arzătoare să ajungă direct pe calculatoarele utilizatorilor. Site-urile reprezintă un punct de atracție pentru cei care vor să afle cele mai recente știri, pe măsură ce se petrec, sau să citească relatări despre anumite evenimente sportive chiar în momentul derulării lor.

### Caracteristici
Jurnalismul pe internet mai are multe lucruri în comun cu celelalte forme de jurnalism. Materialele necesită o bună redactare, acuratețe, impact și echilibru.

### Acoperirea online a evenimentelor sportive
Conținutul din ziare și audiovizual se reflectă în conținutul paginilor Web de sport. Diferența constă în viteza de tranmitere și modul de prezentare.

#### Relatări sportive
Relatările sportive pot fi transmise online în momentul desfășurării evenimentului, la fel ca în radio și televiziune. Unele site-uri oferă comentarii și imagini în direct, sau furnizează texte actualizate și imagini statice pe parcursul derulării acțiunii, precum și analize după încheierea evenimentului.

### Știri
Știrile pot fi acoperite rapid pe un site. Subiectele arzătoare înlocuiesc articolele mai vechi sau pot fi marcate, indicându-se cum se ajunge la respectivul subiect. Subiectele arzătoare se pot întinde inițial pe ceva mai mult de un paragraf, deoarece știrea este actualizată și se extindepe măsura dezvoltării ei.

### Features și profiluri
Și acestea se adaptează perfect variantei online, dacă sunt împărțite pe secțiuni. Această împărțire se face uneori folosind stilul titlurilor din ziare, dar și prin divizarea reportajului în mai multe elemente. Citatele, de exemplu, pot fi prezentate sub formă de întrebare-răspuns, iar detaliile despre viață și carieră se pot găsi pe bara laterală, totul depinzînd doar de design.

### Stil
Pentru bucățile scrise pentru pagina Web, stilul ar trebui să fie condensat, simplu și la obiect. Formatul nu oferă prea mult spațiu pentru detalii, chiar și în features.

### Statistici
Sunt ideale pentru site-uri, deoarece pot fi actualizate rapid și regulat, iar spațiul disponibil poate fi, în principiu, nelimitat.

### Arhive
Din aceleași motive, arhivele reprezintă un element important în multe site-uri. Poți obține orice dorești doar tastând cuvintele-cheie.

### Features interactive
Sunt disponibile pe mai multe site-uri sportive. Le oferă fanilor posibilitatea de a-și exprima părerea cu privire la cele mai recente subiecte și de a se alătura dezbaterilor pe teme controversate, de multe ori prin chat, care le permite utilizatorilor să comunice între ei online.

## Influența Web-ului
Site-urile au o mare influență asupra prezentărilor sportive la televiziune. Deși canalele cu știri din sport și emisiunile sportive folosesc prezentatori în direct sau crainici pentru a transmite informația, au început să împrumute instrumente și caracteristici de design de la paginile Web, pentru a mări cantitatea de informații transmise la orice oră. Ecranele seamănă acum cu site-urile, oferind în permanență noi informații pe banda din partea de jos și, de multe ori, informații actualizate în bare laterale.

## Web-ul ca instrument de documentare
Deși, din anumite puncte de vedere, internetul a revoluționat mass-media, acesta tinde mai degrabă să completeze și să influențeze decât să înlocuiască mijloacele de comunicare existente. Datorită faptului că oferă imediat informații despre un număr mare de organizații, care pot fi accesate de oriunde, jurnaliștii îl folosesc în principal ca instrument de documentare. Cea mai ușoară metodă de a găsi infomații online este să alegeți un motor de căutare ca Google, Yahoo, Lycos sau Ask Jeeves.